# Crepicardus
Crepicardus là một chi bọ cánh cứng trong họ 
Elateridae.
Chi này được miêu tả khoa học năm 1857 bởi Candèze.

## Các loài
Các loài trong chi này gồm:
- Crepicardus candezei (Fairmaire, 1880)
- Crepicardus cribricollis Fleutiaux, 1929
- Crepicardus filia (Brancsik)
- Crepicardus fleutiauxi Girard, 1975
- Crepicardus klugi (Laporte, 1836)
- Crepicardus klugii (Laporte, 1838)
- Crepicardus madagascariensis Fleutiaux, 1929
- Crepicardus mocquerysi Fleutiaux, 1929
- Crepicardus niger (Candèze, 1895)
- Crepicardus puncticollis Fleutiaux, 1929
- Crepicardus raffrayi (Fairmaire, 1884)
- Crepicardus trisulcatus (Candèze, 1893)